# Relació d'equivalència
Sigui {\displaystyle A\,} un conjunt qualsevol, una relació en {\displaystyle A\,} és un criteri que ens permet dir si dos elements qualsevol de {\displaystyle A\,} satisfan la relació o no. Una relació és relació d'equivalència si compleix les propietats reflexiva, simètrica i transitiva.
La relació d'equivalència agrupa els elements d'un conjunt amb subconjunts disjunts d'elements que tenen alguna propietat en comú, definint d'aquesta forma la noció de classe d'equivalència. I finalment això ens permet construir nous conjunts reunint tots els elements similars en un únic element. D'aquesta forma s'arriba al concepte de conjunt quocient.

## Definició

### Definició formal
Una relació d'equivalència {\displaystyle \sim \,} en un conjunt {\displaystyle A\,} és una relació que, {\displaystyle \forall a,b,c\in A\,} compleix les següents propietats:
- Propietat reflexiva: {\displaystyle a\sim a\,}.
- Propietat simètrica: {\displaystyle a\sim b\Longrightarrow b\sim a\,}.
- Propietat transitiva:{\displaystyle a\sim b,b\sim c\Longrightarrow a\sim c\,}.

### Definició equivalent
Es pot dir també, que una relació d'equivalència és una relació reflexiva i circular.
Una relació és circular si: {\displaystyle \forall a,b,c\in A,a\sim b,b\sim c\Longrightarrow c\sim a}

## Exemples
- Si definim en el conjunt {\displaystyle \mathbb {N} } la següent relació: {\displaystyle \forall a,b\in \mathbb {N} ,a\sim b\,} si {\displaystyle a\,} i {\displaystyle b\,} són tots dos parells,o tots dos senars. Evidentment, aquesta relació defineix una relació d'equivalència en {\displaystyle \mathbb {N} \,}.

- Si definim en el mateix conjunt {\displaystyle \mathbb {N} \,} la relació {\displaystyle \forall a,b\in \mathbb {N} ,a\sim b\,} si {\displaystyle a<b\,}. Evidentment, aquesta relació no és una relació d'equivalència, ja que no compleix ni la propietat reflexiva, ni la simètrica encara que compleix la propietat transitiva.

## Classes d'equivalència
Tota relació d'equivalència ens permet dividir el conjunt {\displaystyle A\,} en subconjunts disjunts, on cada subconjunt està format per tots els elements relacionats entre ells. Cada un d'aquests subconjunts és una classe d'equivalència, generada per la relació d'equivalència {\displaystyle \sim \,}. La classe d'equivalència d'un element {\displaystyle a\in A\,}, que escriurem per {\displaystyle \sim a\,} està format per: {\displaystyle \sim a=\left\{b\in A|a\sim b\right\}\,}, amb les següents característiques:
- {\displaystyle \sim a\,} és un subconjunt de {\displaystyle A\,}.
- {\displaystyle \sim a\,} no és buit. Com a mínim conté {\displaystyle a\,}.
- Inversament, {\displaystyle \forall a\in A\,} pertany com a mínim a una classe d'equivalència, la seva.
- {\displaystyle \sim a=\sim b\Longleftrightarrow b\in \sim a\,}.
- {\displaystyle b\notin \sim a\Longleftrightarrow (\sim a\cap \sim b)=\emptyset \,}.

O sigui, tota relació d'equivalència en un conjunt {\displaystyle A\,}, defineix una partició de {\displaystyle A\,}.

## Conjunt quocient

### Definició
El conjunt quocient de {\displaystyle A\,} per la relació d'equivalència {\displaystyle \sim \,}, que escriurem {\displaystyle A/\sim \,}, és el conjunt de les classes d'equivalència de {\displaystyle A\,} per {\displaystyle \sim \,}: 
{\displaystyle A/\sim =\left\{\sim a|a\in A\right\}\,}.

## Exemple
Fixem un valor {\displaystyle m\,}, tal que {\displaystyle m>1\,} i {\displaystyle m\in \mathbb {Z} \,}. Direm que dos nombres enters {\displaystyle a\,} i {\displaystyle b\,}, estan relacionats si {\displaystyle a-b\in \left(m\right)\,}. És a dir que estem creant una relació en el conjunt {\displaystyle \mathbb {Z} \,} a partir d'un valor {\displaystyle m\,}, de tal forma que dos elements de {\displaystyle \mathbb {Z} \,} són de la mateixa classe d'equivalència si la seva divisió entera per {\displaystyle m\,} té la mateixa resta.
- Evidentment és una relació d'equivalència, ja que compleix les propietats imposades.
- La classe d'equivalència de {\displaystyle a\,}, serà: {\displaystyle \sim a=\left\{k\cdot m+a\right\}\,}, {\displaystyle \forall k\in \mathbb {Z} \,}.
- El seu conjunt quocient estarà format per ({\displaystyle m\,}) elements.

Aquest conjunt quocient s'acostuma a escriure per {\displaystyle \mathbb {Z} /(m)\,}.